# Quellón Viejo
San Pedro de Quellón o Quellón Viejo es una localidad de la comuna de Quellón, en la Provincia de Chiloé, dentro de la Región de Los Lagos, se encuentra al sureste de la Isla Grande de Chiloé a unos 5,3 km de Quellón (La ciudad más cercana) y a unos 89,9 km de Castro (Capital provincial), es orillado por el Golfo de Corcovado y es cercano a las localidades de Yaldad y Trincao, según el INE de 2019 es considerado como una caserío.